# (23775) Okudaira
(23775) Okudaira est un astéroïde de la ceinture principale.

## Description
(23775) Okudaira est un astéroïde de la ceinture principale. Il fut découvert le 2 août 1998 à la station Anderson Mesa par le programme LONEOS. Il présente une orbite caractérisée par un demi-grand axe de 2,65 UA, une excentricité de 0,19 et une inclinaison de 15,5° par rapport à l'écliptique.

## Compléments